# Объявление вне закона
Объявление вне закона — полное или частичное лишение лица правовой охраны со стороны государства (вплоть до разрешения каждому убить человека, объявленного вне закона).

## Древний мир
Объявление вне закона является древнейшим видом наказания. Оно существовало в государствах Древнего Ближнего Востока, а также в Древней Греции и в Древнем Риме (лишение воды и огня, aquae et ignae interdictio).
У древних германцев объявление вне закона называлось лишением мира (нем. Friedlosigkeit). Провозглашение такого приговора совершалось в торжественной форме, при этом дом осужденного сжигался или разрушался, он объявлялся врагом народа, всякий не только мог, но и обязан был его преследовать, а за убийство его иногда даже назначалась награда. Такой осуждённый часто укрывался в лесах и назывался wavc, wavg, что дословно значит «волк». Лишение мира могло быть как безусловным и вечным, так и могло прекратиться с уплатой выкупа (вергельда).

## Средние века
В Священной Римской империи применялось такое наказание, как имперская опала. Лицо, в отношении которого была объявлена имперская опала, лишалось права использования судебных средств защиты, а его имущество и земельные владения конфисковывались в пользу казны. Причинение вреда или убийство такого человека не влекло юридических последствий, а оказание ему помощи, в том числе предоставление убежища, питания или одежды, приравнивалось к государственному преступлению и могло также караться объявлением вне закона.
В древнепольском праве объявление вне закона было известно как банниция.

## В России и СССР
По «Русской Правде» разбойники, поджигатели и конокрады отдавались на поток и разграбление. Содержание этого понятия менялось: первоначально это была высылка преступника и конфискация имущества, позднее преступник обращался в рабство, а имущество его подвергалось разграблению.
Объявление вне закона под названием шельмование было введено Петром I в «Воинском Уставе», изданном в 1716 году для армии, но долженствовавшем, по мысли законодателя, иметь значение и в общих судах. Под страхом наказания запрещалось шельмованного «в компанию допускать»; «таковой лишен общества добрых людей»; его не должно было «ни в какое дело, ниже свидетельство принимать»; если случалось, что кто-нибудь «такого ограбит, побьет или ранит или у него отнимет (что-либо), у него (то есть потерпевшего) челобитья не принимать и суда ему не давать, разве до смерти кто его убьет, то яко убийца судиться будет». По указу от 11 января 1722 г., который грозил шельмованием всем дворянам-нетчикам, уклоняющимся от службы, даже убийство ошельмованных нетчиков объявлялось дозволенным.
При императрице Елизавете Петровне из шельмования развилась политическая смерть или гражданская смерть.
Руководящие начала по уголовному праву РСФСР 1919 года предусматривали объявление вне закона как одну из мер наказания.
Постановлением ЦИК СССР от 21 ноября 1929 года «Об объявлении вне закона должностных лиц — граждан Союза ССР за границей, перебежавших в лагерь врагов рабочего класса и крестьянства и отказывающихся вернуться в Союз ССР» граждане СССР, являвшиеся должностными лицами советского государственного учреждения или предприятия, действующего за границей, отказавшиеся вернуться в пределы СССР, по решению Верховного Суда СССР объявлялись вне закона. Это означало, что в случае задержания такого лица на территории СССР оно подлежало расстрелу через 24 часа после удостоверения личности.